# Geländestück

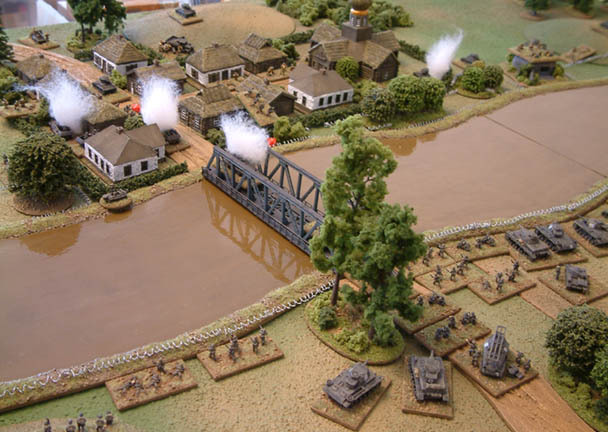
Ein Spieltisch während eine laufenden Tabletop-Spiels mit Geländestücken und Miniaturen.

Geländestücke werden meistens für den Bau von Modellbahn-Landschaften und Tabletop-Spielfeldern verwendet. Hierbei handelt es sich um Teile, mit denen echte Landschaften im Miniatur-Format nachgebaut werden können.
Geländestücke können viele Dinge wie Hügel, Gras(-matten; - körner), Klippen, Felsen, Bäume, Häuser, Flüsse, Barrikaden, Mauern, Hecken, Gebäude usw. darstellen. Sie dienen nicht nur zur Verschönerung der Spielplatte, sondern können im Tabletop beim Nachspielen von Kriegen auch den Miniatur-Einheiten Deckung geben, Modellbewegungen beeinflussen (z. B. unüberwindbare Gebiete) oder andere spezielle Eigenschaften haben.

Das Zusammenstellen von Geländestücken und der Spielkarte ist dem Erbauer selbst überlassen. Meistens werden die Teile aus verschiedenen Materialien selbst angefertigt, allerdings gibt es auch fertige Teile von Tabletop-Herstellern und Modellbaufirmen, die eingebaut werden können. Es gibt die Möglichkeit, diverse Geländeteile modular zu erstellen, d. h., dass sie auf der Spielplatte verschoben werden können und somit im Gegensatz zu festgeklebten Landschaftsteilen bei jedem Spiel individuelle Karten geschaffen werden können.

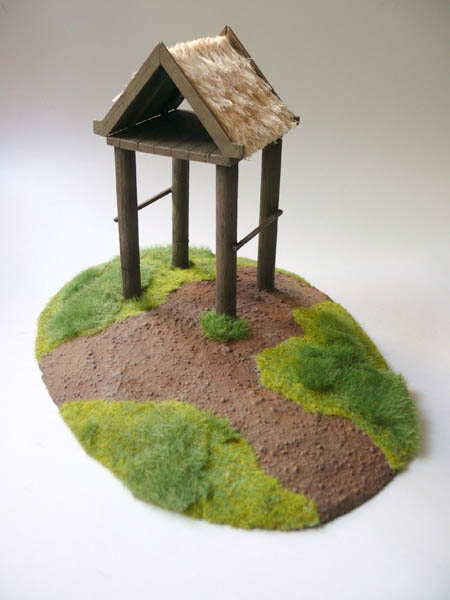
Geländestück für das Middle-Earth Tabletop-Strategiespiel, das ein Lagerhaus in Rohan darstellt, hergestellt aus Balsaholz.

Viele Tabletop-Spieler lassen ihrer eigenen Kreativität freien Lauf und stellen aus Polystyrol Berge und Hügel, aus Baumrinde Felsen und Klippen, aus Fußmatten Kornfelder und aus leeren Verpackungen oder anderen Materialien mit Hilfe von Farbe und Modelliermasse detaillierte Gebäude her.
Werden in einem Tabletop-Spiel ganze Einheiten von Miniaturen als Regiment bewegt oder enthält ein Tabletop-Spiel größere Miniaturen wie Monster, so bietet es sich an, die Bäume auf der Waldbase beweglich zu gestalten. So können sich die Miniaturen gemäß ihren Regeln bewegen, ohne den störenden Einfluss von festen Hindernissen auf dem Spielfeld.